# 6814 Steffl
6814 Steffl (1979 MC2) là một tiểu hành tinh vành đai chính được phát hiện ngày 25 tháng 6 năm 1979 bởi E. F. Helin và S. J. Bus ở Siding Spring. Nó được đặt theo tên của Andrew J. Steffl, một nhà thiên văn học Hoa Kỳ.